# Alfred Bergström

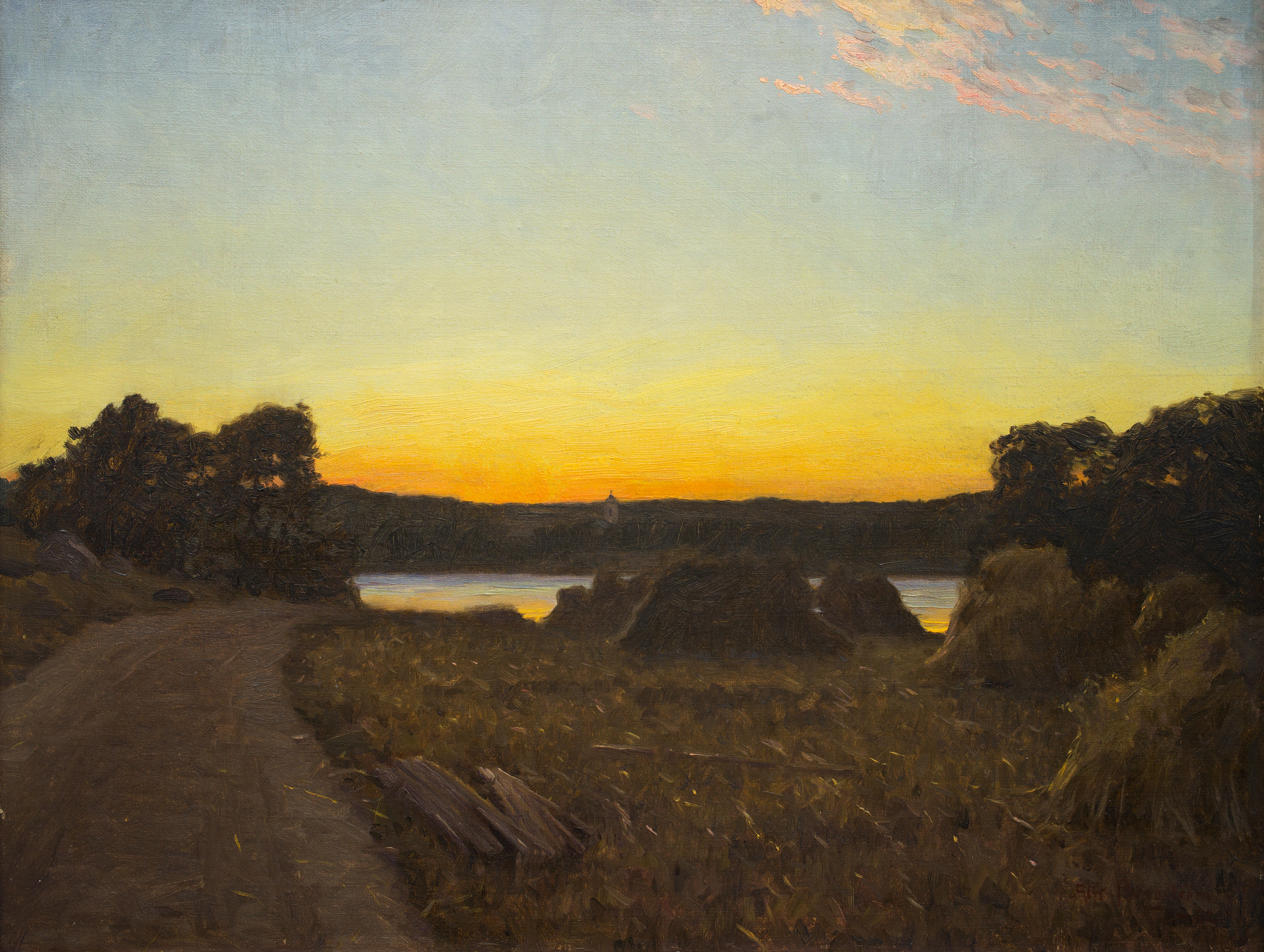
Landskapsvy i solnedgång, 1902

Alfred Maurits Bergström, född 15 januari 1869 i Stockholm, död 15 november 1930 i Tullinge, var en svensk konstnär och professor vid Konstakademien. Han var målare, akvarellist och etsare. Han var bror till sångaren Oscar Bergström och gift med Augusta von Otter (Augusta Katarina Charlotta von Otter, född Rosenquist af Åkershult-Gyllensvaan) från 1907.

## Studieåren
Alfred Bergström studerade vid Konstakademien 1887–1891, vann kungliga medaljen sistnämnda år och vistades i Frankrike 1894–1895. Han har i olja målat franska och svenska stämningslandskap (Lågvatten 1895 och Sommarkväll 1902, i Nationalmuseum).
Under sin parisresa 1894 målade han bland annat Sommardag vid Suresnes med tonvikt på den överhettade luften och det kritaktigt vita solskenet. Han besökte även Nordafrika och Nederländerna och utförde svenska landskap från hav och landsbygd. Han var framför allt landskapsmålare, men har även målat finstämda skildringar från Stockholm med omgivningar.

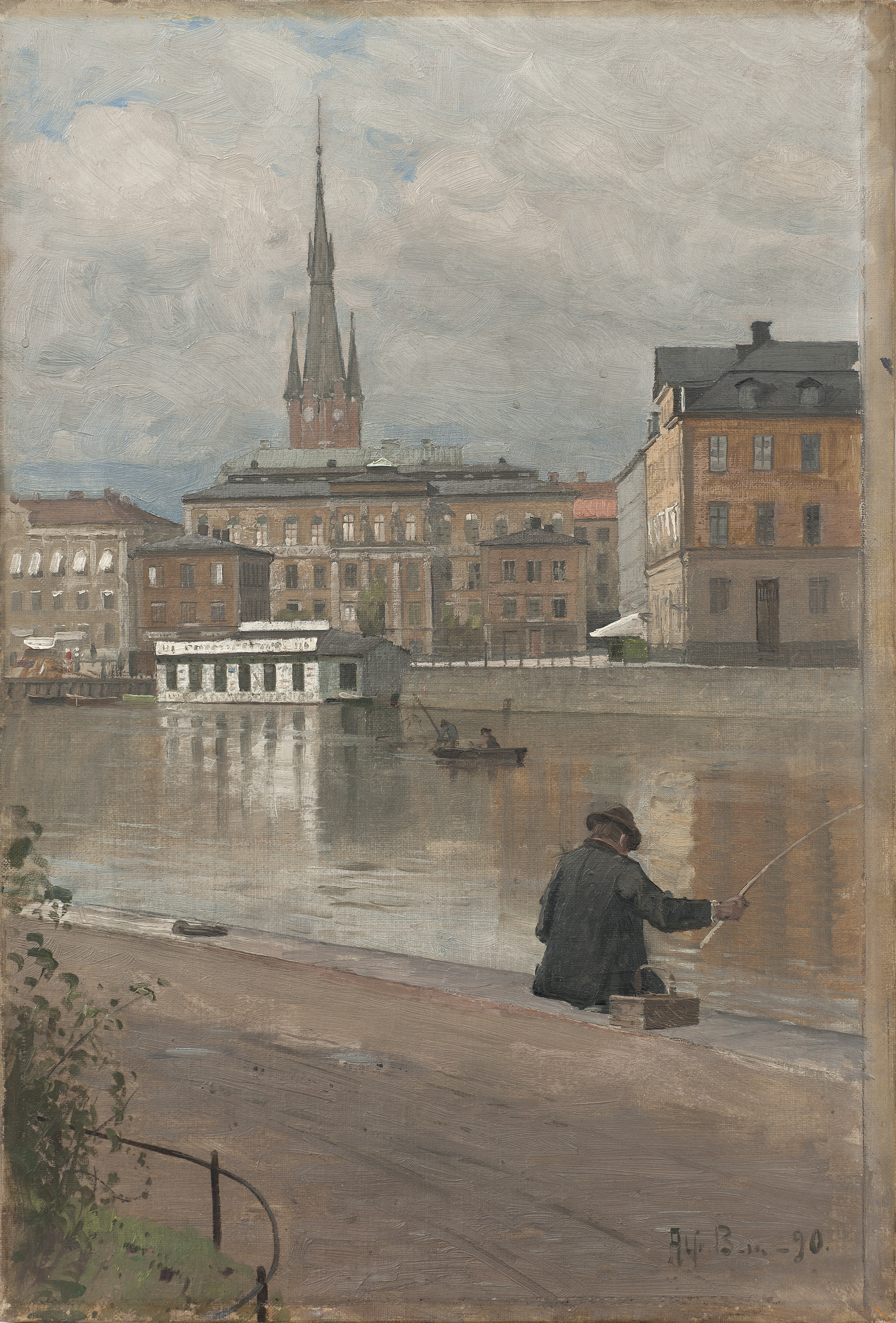
Utsikt över Konstakademien. Oljemålning av Alfred Bergström (1890). Konstakademien.

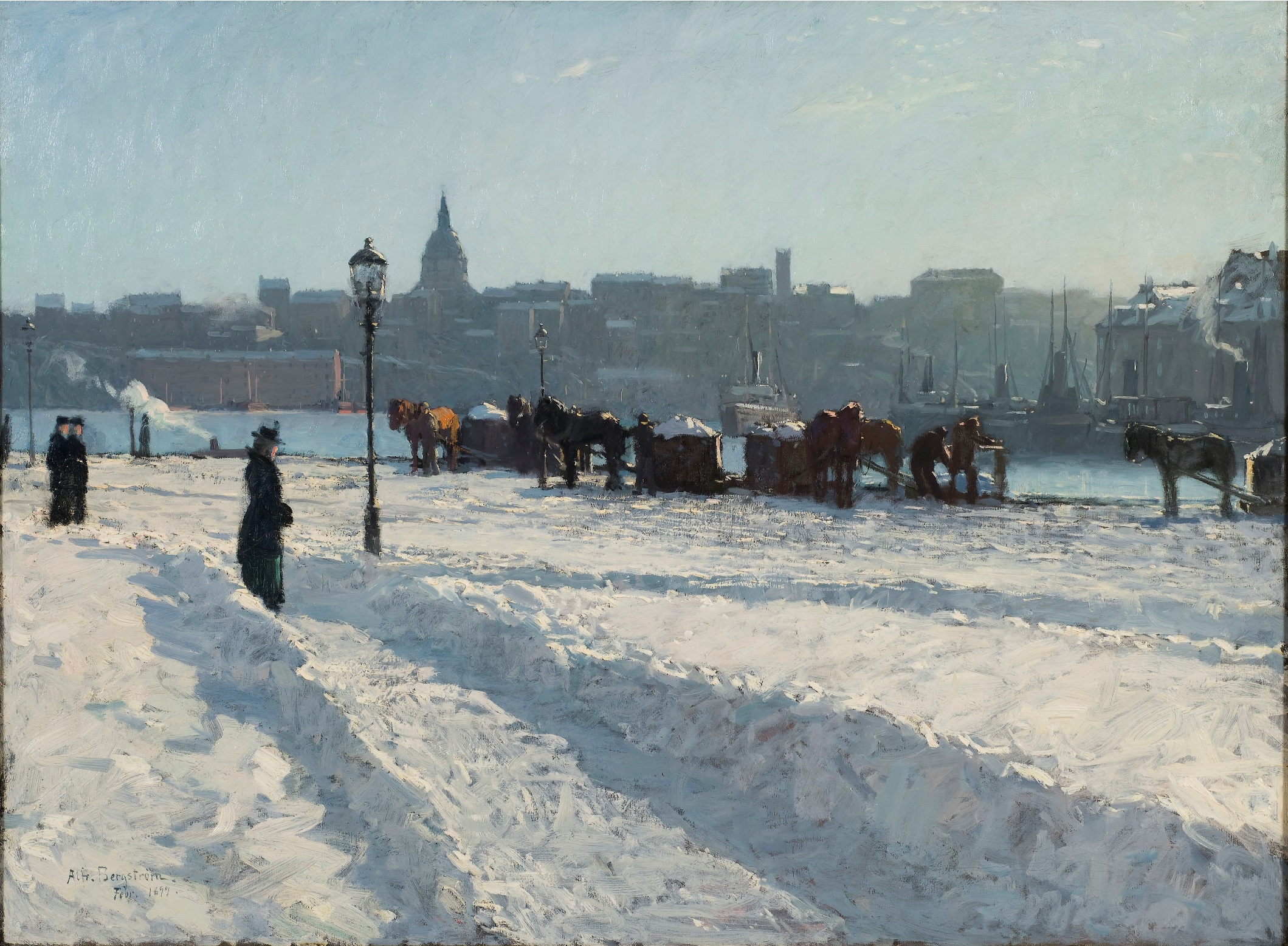
Vintermotiv vid Stockholms ström. Oljemålning av Alfred Bergström (1899). Nationalmuseum.

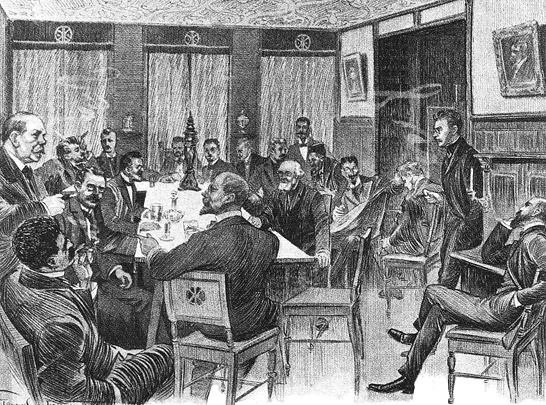
Konstnärsklubben (1906), där Alfred Bergström var ordförande 1911-1913. De hade sina lokaler i Konstnärshuset vid Smålandsgatan 7 i Stockholm.

Alfred Bergström, självporträtt. Nationalmuseum, Gripsholmssamlingen.

## Lärare i landskapsmåleri
Alfred Bergström var 1898–1901 extra lärare i landskapsmålning vid Konstakademien i Stockholm. År 1900 blev han ledamot av Konstakademien. Han var professor i landskapsmåleri på Konstakademien i Stockholm 1910–1930. Bergström var också ordförande i Svenska konstnärernas förening 1911–1913.

## Motiv från Stockholm
Alfred Bergström hämtade ofta sina motiv från Stockholm med dess omgivningar och den mellansvenska naturen. Motiv från Stockholm om vintern är återkommande. Särskilt intresserade han sig för de ljuseffekter snön gav upphov till. Violetta skuggor kontrasterar mot bländvita drivor. I oljemålningen Vintermotiv vid Stockholms ström, målad i februari 1899, ser man kajen vid Blasieholmen, där slädarnas snölass tippas i vattnet. I bakgrunden reser sig Söders höjder. Bergströn fångar ljusets effekter i det snövita stadslandskapet. I förgrunden framträder snödrivorna i en nyansrikedom av bländande dagrar och blåvioletta skuggor. Det starka intresset för ljusreflexer antyder att han fått nya intryck från impressionismen under sina utlandsvistelser vid mitten av 1890-talet.

## Övrigt
Bergström var en av fem sakkunniga för att se över stadgarna i Nationalmuseum omkring tiden 1900–1915. Resultatet blev att museet från den 1 april 1913 fick nya stadgar som innebar att de gamla nämnderna försvann och att Nationalmuseum fick en smidigare organisation.
1908 fick Bergström i uppdrag att tillsammans med Carl Larsson, Gottfrid Kallstenius och Gustaf Cederström att utföra muralmålningar i Kungliga Dramatiska Teaterns marmorfoajé. För Alfred Bergström ritade arkitekten Gustaf Petterson 1907 en villa med ateljé i Tullinge.

## Representerad
- Nationalmuseum[12], Stockholm
- Konstakademien, Stockholm
- Göteborgs konstmuseum, Göteborg
- Malmö museum, Malmö
- Norrköpings konstmuseum[13]